# Célestin Tunda Ya Kasende
Célestin Tunda Ya Kasende est un avocat et homme politique congolais né le 21 juillet 1954 à Bukavu (Sud-Kivu). Membre fondateur du PPRD (parti de l'ancien président Joseph Kabila) ainsi que membre du Front commun pour le Congo, il fut vice-Premier ministre, ministre de la Justice et garde des Sceaux dans le gouvernement Ilunga de septembre 2019 jusqu'à sa démission en juillet 2020. 
Il fut auparavant vice-ministre des Affaires étrangères dans le gouvernement Matata I de 2012 à 2014, ainsi que député à l’Assemblée nationale.

## Biographie

### Jeunesse et études
Célestin Tunda Ya Kasende naît le 21 juillet 1954 à Bukavu (Sud-Kivu) et grandit à Lubao (Lomami). 
Il obtient son diplôme d'État en 1975 au Collège du Saint-Esprit des Jésuites de Bujumbura, puis étudie le droit public international à l'université de Kinshasa, où il décroche une licence en 1984. Il obtient ensuite un certificat en droit international public à l'Académie de droit international de La Haye en 1993. Plus tard, il étudie à l'université catholique du Congo, où il décroche en 2011 un diplôme d’études spéciales en économie et développement, et fait son doctorat sur la dette des pays en voie de développement.
En 1984, il devient avocat au barreau de Kinshasa Gombe.

### Carrière politique

#### Débuts et présidence de Joseph Kabila
En 1991, Célestin Tunda Ya Kasende participe à la Conférence nationale souveraine (CNS), puis devient en 2002 l'un des membres fondateurs du PPRD aux côtés du président Joseph Kabila. Lors des législatives de 2006, il est élu député national sous l'étiquette de ce parti.
Il fait pour la première fois son entrée au gouvernement le 28 avril 2012 en étant nommé vice-ministre des Affaires étrangères au sein du gouvernement Matata I, poste qu'il occupe jusqu'au 7 décembre 2014.

#### Présidence de Félix Tshisekedi
Après l'élection de Félix Tshisekedi à la présidence en décembre 2018, il rejoint le Front commun pour le Congo (FCC), coalition pro-Kabila opposée au Cap pour le changement (Cach), pro-Tshisekedi. Le 3 septembre 2019, il est nommé vice-Premier ministre, ainsi que ministre de la Justice et garde des Sceaux dans le gouvernement Ilunga, gouvernement de coalition entre les partisans de l'ancien et du nouveau président,. 
En février 2020, il déclenche une enquête portant sur le programme des 100 jours du nouveau chef de l'État, enquête qui mènera entre autres à la condamnation de Vital Kamerhe (ancien directeur de cabinet de Félix Tshisekedi) pour détournement et corruption.
En juin 2020, il écrit une lettre au Parlement, sans en avoir préalablement informé le gouvernement, afin d'approuver des réformes judiciaires proposées par des députés de sa famille politique (le FCC). Cette initiative créée de fortes tensions au sein de la coalition au pouvoir, et est vivement critiquée par le président Félix Tshisekedi. L'examen de ces réformes par l'Assemblée nationale est alors suspendu. L'UDPS, parti présidentiel, réclame la démission du ministre et organise des manifestations violentes, notamment autour du Parlement et contre certains biens immobiliers appartenant à des cadres du PPRD,,.
C'est dans ce contexte de tensions que Célestin Tunda Ya Kasende est interpellé le 26 juin par la police et auditionné pendant plusieurs heures par le Parquet général près la Cour de cassation pour « faux et usage de faux », avant d'être relaxé.  Des cadres du PPRD, tels Emmanuel Ramazani Shadary, dénoncent alors une tentative d'intimidation. Des membres du gouvernement expriment quant à eux leur solidarité avec le ministre, considérant que cette interpellation est une « humiliation », et qu'elle a été faite « en violation des règles élémentaires d’un État de droit ».
Le 11 juillet, Célestin Tunda Ya Kasende annonce, dans une vidéo postée sur son compte Twitter, avoir présenté sa démission au Premier ministre, Sylvestre Ilunga. Il y revendique son bilan à la tête du ministère, mais estime néanmoins que sa démission était un « devoir patriotique », nécessaire afin de « renforcer la coalition » au pouvoir.